# Сахль ат-Табари
Сахль Раббан ат-Табари (1-я пол. IX в.) — мусульманский врач и астролог из Мерва (Табаристан).
Происходил из респектабельной еврейской семьи. Имел высокое уважение среди современников, которые дали ему прозвище Раббан («мой лидер»). Прославился своим искусством врачевания, написал известную книгу по искусству каллиграфии. Обладал широкими познаниями в математике, астрономии, литературе и философии. Ему приписывается перевод «Альмагеста» Клавдия Птолемея.
Его сын, Али ат-Табари (838—870), также стал врачом и астрономом. У него учился знаменитый учёный ар-Рази.